# شهر اقتصادی ملک عبدالله
شهر اقتصادی ملک عبدالله (عربی: مدینة الملک عبدالله الإقتصادیة، انگلیسی: King Abdullah Economic City) یا به اختصار کِیک (انگلیسی: KAEC)، یک پروژه عظیم اقتصادی برای ساخت شهری در سواحل دریای سرخ است. این پروژه توسط ملک عبدالله، پادشاه عربستان سعودی در سال ۲۰۰۵ میلادی اعلام شد.

## نمای کلی
این شهر با داشتن ۱۷۳ کیلومتر مربع مساحت در کنار سواحل دریای سرخ و ۱۰۰ کیلمتری شمال جده، بندر اقتصادی پادشاهی سعودی، واقع شده‌است. این شهر همچنین در فاصله تقریبی ۲۰ دقیقه از مکه و ۳ ساعتی مدینه با خودرو و یک ساعتی از تمامی پایتخت‌ها خاورمیانه با هواپیما قرار دارد. بعد از اتمام ساخت، این شهر از واشینگتن دی سی، پایتخت ایالات متحده آمریکا بزرگتر خواهد شد. پروژه ساخت شهر بر عهده شرکت اعمار است که هزینه ساخت این را شهر ۱۰۰ میلیارد دلار تخمین زده‌است. یک شرکت جدید برای ساخت این شهر در بازار بورس عربستان با مشارکت شرکت اعمار، یک شرک سهامی عام در دوبی و سازمان سرمایه‌گذاری عمومی عربستان سعودی (عربی: الهیئة العامة للاستثمار) تشکیل شده‌است. پروژه ساخت این شهر، در کنار پنج شهر اقتصادی دیگر، بخشی از پروژه «۱۰×۱۰» سازمان سرمایه‌گذاری عمومی برای قرار دادن این کشور بین ۱۰ کشور برتر جذب سرمایه در دنیا در سال ۲۰۱۰ میلادی است. مرحله نخست پروژه ساخت در سال ۲۰۱۰ به اتمام رسید و در سال ۲۰۲۰ میلادی تمامی مراحل ساخت به اتمام خواهد رسید. بعد از اتمام پروژه ساخت، شهر با جذب سرمایه‌های خارجی و داخلی به تنوع سرمایه‌گذاری در اقتصاد نفتی عرسبتان کمک کند. همچینین این شهر حدود ۱ میلیون شغل جدید برای جمعیت جوان عربستان که در آن حدود ۴۰٪ جمعیت کمتر ۱۵ سال سن دارند، ایجاد می‌کند.